# Хост
Мрежови хост (на английски: host – стопанин, домакин) е крайно устройство (напр. компютър, смартфон, таблет, и т. н.), което е свързано към компютърна мрежа. Мрежовият хост може да предлага информационни ресурси, услуги и приложения за потребители или други възли в мрежата. Мрежови хост е мрежови възел, на който е приписан на мрежовия слой хост адрес.
Компютри, участващи в мрежи, които използват TCP/IP могат да бъдат наричани още IP хостове. Конкретно, компютри, участващи в Интернет са наричани интернет хостове, понякога интернет възли.